# Štadión pod Dubňom
El Štadión pod Dubňom o Štadión MŠK Žilina es un estadio de fútbol de la ciudad de Žilina, Eslovaquia. Fue inaugurado en 1941 (aunque renovado por completo en 2006-2009) y tiene una capacidad para 11 200 espectadores sentados, siendo el estadio en el que disputa sus partidos el club MŠK Žilina de la Superliga de Eslovaquia.
La instalación deportiva se inauguró en 1941, y está ubicada un km al norte del centro de la ciudad, en 1953 se alcanzó el récord de asistencia de 25 000 personas en el juego entre la Selección de fútbol de Eslovaquia y el Dinamo Moscú (1:1). El primer trabajo de reconstrucción se llevó a cabo en 2002 y en la cual se instalaron las cuatro torres de iluminación en las esquinas del estadio. en 2006 comenzó la más extensa obra de reconstrucción, se reemplazaron la totalidad de graderías llegando a su capacidad actual de 11 200 asientos cubiertos, incluyendo 72 asientos vip y 90 asientos en la sala de prensa. 
El estadio cuenta con tres estrellas según criterio de la UEFA y es considerado uno de los estadios más modernos de la República Eslovaca. Está contemplada una posible ampliación a 15 000 asientos.

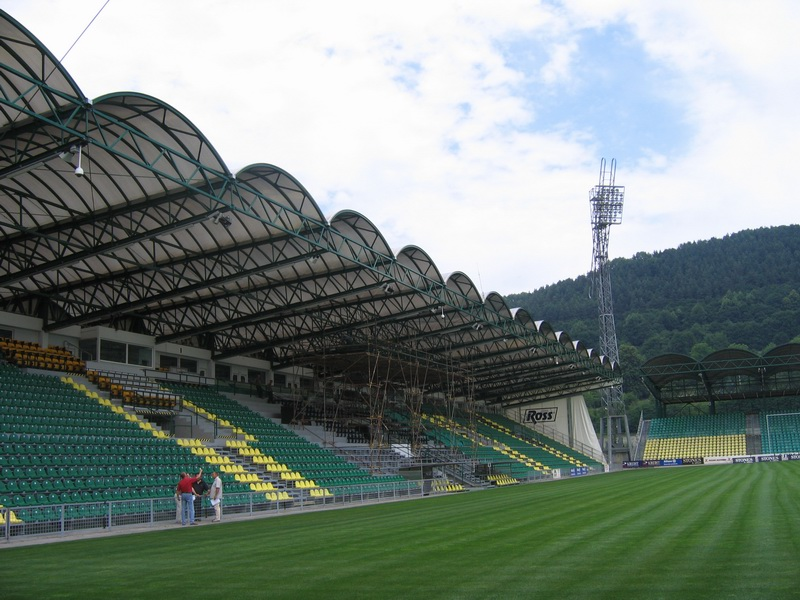
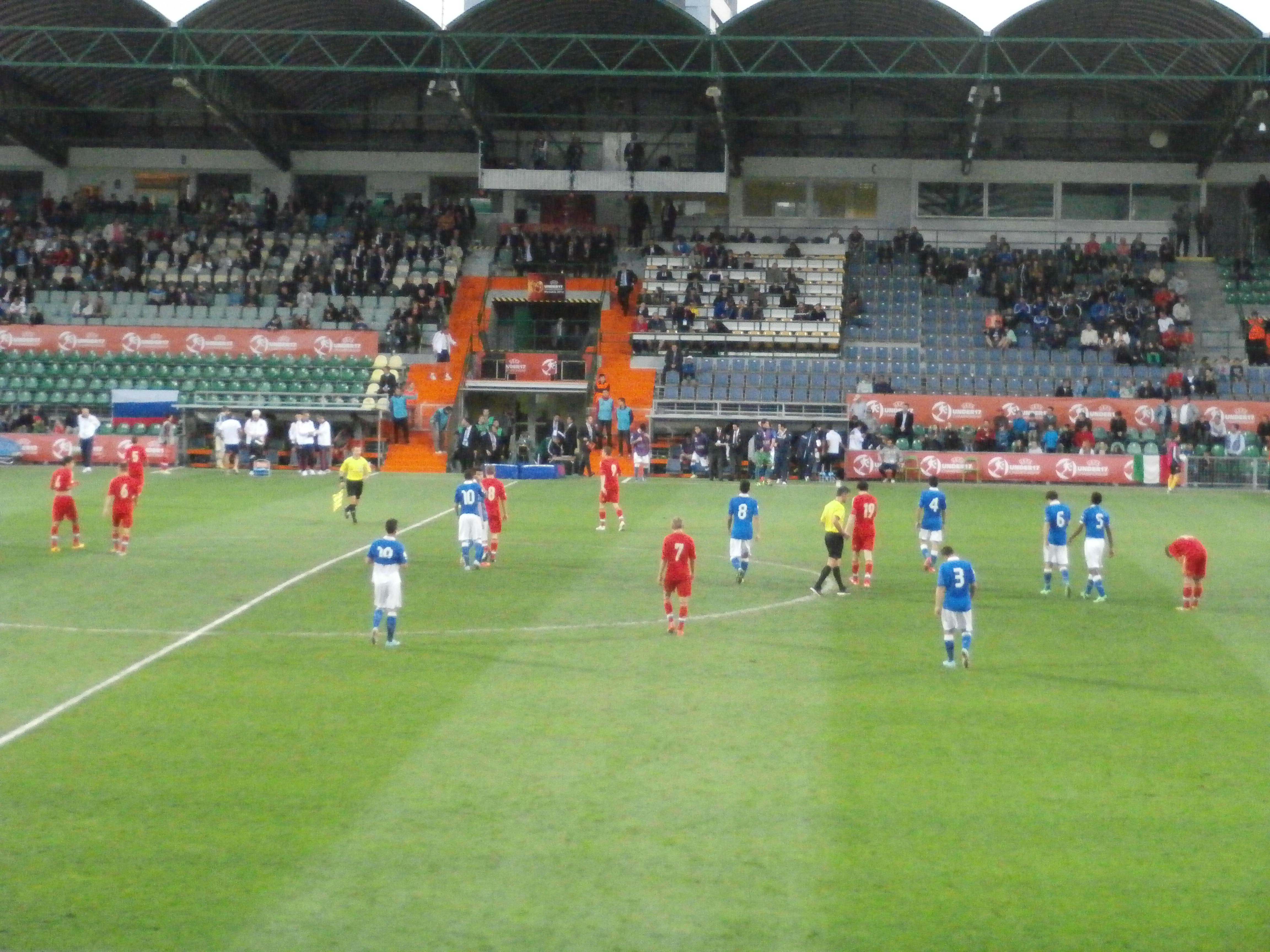
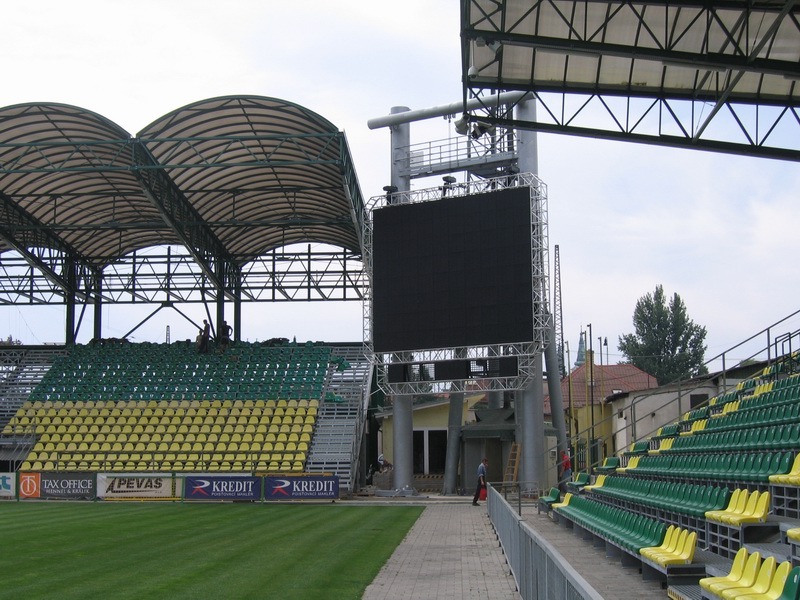